# Kartir
Kartir Hangirpe  (alternativ Kartēr, Kerdēr, Kerdīr, Kirdēr, Kirdīr; um 240–280 n. Chr.) war ein persischer Großmagier bzw. als Oberster der zoroastrischen Priesterschaft ein Mobedan-Mobed („Priester der Priester“, Hohepriester). Er gilt als Reformator des zoroastrischen Glaubens und als Gründer der zoroastrischen Orthodoxie im persischen Sassanidenreich.

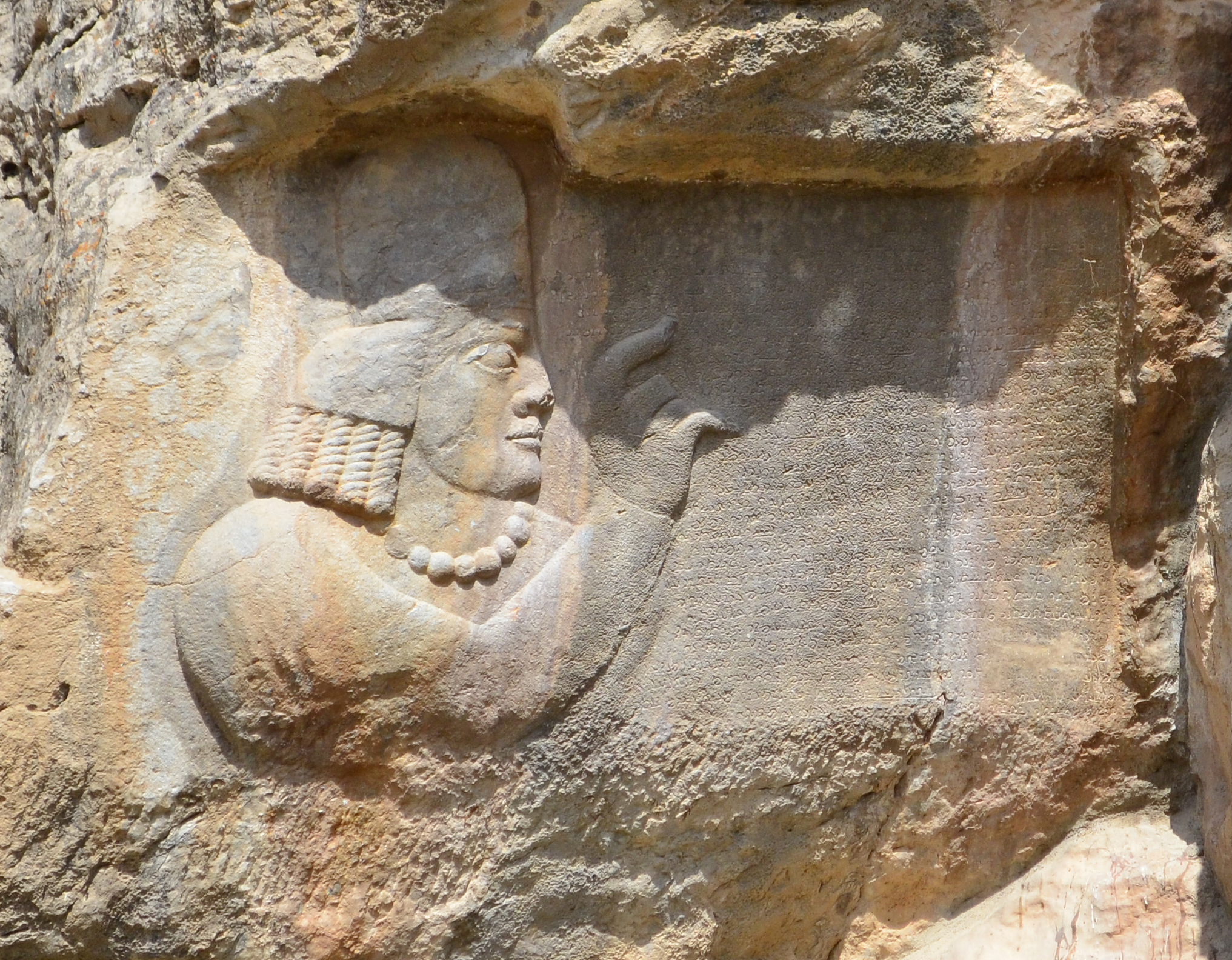
Bild und mittelpersische Inschrift Kartirs bei Naqsch-e Radschab, Iran

Kartir begann seine Laufbahn vermutlich als einfacher Priester und wurde Hofpriester Schapurs I., begleitete diesen auf seinen Feldzügen und diente ihm als Ratgeber. Schließlich stieg er zum obersten Priester (Mobed) auf, belohnte loyale Priester und bestrafte andere, deren Meinungen er für ketzerisch hielt. Später rief er zur Verfolgung der Juden, Buddhisten, Hindu sowie der einheimischen und griechischen Christen und der Manichäer auf.
Schapurs Sohn Hormizd I. verlieh Kartir den Titel magupat (magu-paiti = Herr der Magier [Priester]) und vergrößerte seinen Einfluss. Auch Bahram I. und Bahram II. förderten ihn. Unter Letzterem (276 bis 293 regierend) stieg er in den Adelsstand auf und wurde oberster Priester und Richter des Reiches. Er erhielt den zusätzlichen Ehrentitel „Kartir, durch den die Seele Bahrams gerettet wird“, Kirder-i-bokhtruwan-Wahram.
Kartirs Autorität wurden schließlich auch der Tempel Anahid-Ardaschir und der Anahita-Tempel zu Istachr unterstellt. Somit übernahm er auch jenen Tempel, dessen Obhut bislang und bereits in der Partherzeit in erblicher Folge dem Hause der Sassaniden selbst zugestanden hatte.
Der gesellschaftliche Rang Kartirs wird dadurch besonders anschaulich, dass es ihm erlaubt war, Inschriften in königlicher Manier zu hinterlassen. Er hinterließ viele Inschriften, in denen er betonte, zahlreiche Feueraltäre gestiftet und sich stets um König und Reich verdient gemacht zu haben. Die Förderung der bestehenden Tempel und die Stiftung neuer Feuer veranlasste er insbesondere auch auf Reisen und Feldzügen, die er im Gefolge des Großkönigs unternahm. So berichtet er auf Kaʿbe-ye Zartuscht:
"Und ich ließ viele Feuer und Priesterseminare im Reich Iran gedeihen und auch auf nicht-iranischen Gebieten. Es gab Feuer und Mager auf nicht-iranischen Gebieten, welche die Armeen des Königs der Könige erreichten. Die Provinzhauptstadt Antiochia und die Provinz Syrien und die von Syrien abhängigen Distrikte, die Provinzhauptstadt Tarsus und die Provinz Kilikien und die von Kilikien abhängigen Distrikte"..."Und ich setzte viele Dokumente und Urkunden für die Feuer und die Priesterseminare auf."
In manichäischen Schriften wird Kartir als Verfolger Manis unter Bahram I. erwähnt; die Verfolgungen scheinen aber unter König Narseh eingestellt worden zu sein. Es hat den Anschein, als habe der Einfluss des Zoroastrismus im Sassanidenreich zur Zeit Kartirs seinen Höhepunkt erreicht, um danach wieder zurückzugehen.

## Belege
1. ↑  Michael Alram: Die Kunst im Sasanidenstaat. In: Wilfried Seipel (Hrsg.): 7000 Jahre persische Kunst. Meisterwerke aus dem Iranischen Nationalmuseum in Teheran: Eine Ausstellung des Kunsthistorischen Museums Wien und des Iranischen Nationalmuseums in Teheran. Kunsthistorisches Museum, Wien 2001, S. 263–295, hier: S. 269.
2. ↑  Angaben zur Abbildung: Zoroastrians - Their Religious Beliefs and Practices. Mary Boyce. Routledge London & New York, 2008

| Personendaten    | Personendaten                            |
| ---------------- | ---------------------------------------- |
| NAME             | Kartir                                   |
| ALTERNATIVNAMEN  | Kartēr; Kerdēr; Kerdīr; Kirdēr; Kirdīr   |
| KURZBESCHREIBUNG | Hohepriester der zoroastrischen Religion |
| GEBURTSDATUM     | 3. Jahrhundert                           |
| STERBEDATUM      | 3. Jahrhundert oder 4. Jahrhundert       |